# Dejan Dabović
Dejan Dabović (in serbo Дејан Дабовић?; Castelnuovo, 3 agosto 1944 – Belgrado, 6 dicembre 2020) è stato un pallanuotista e allenatore di pallanuoto jugoslavo, vincitore di una medaglia d'oro alle Olimpiadi di Città del Messico 1968.